# Nick Weldon
Nicolas „Nick“ Weldon (* 19. März 1954 in Cambridge) ist ein britischer Jazzmusiker (Piano, Komposition) und Autor.

## Leben und Wirken
Weldon wuchs in einem inspirierenden Umfeld auf: Seine Mutter ist die Schriftstellerin Fay Weldon, sein Vater ist der Schauspieler und Folksänger Colyn Davies; sein Stiefvater spielte Trompete und führte ihn in den Jazz ein. Er spielte ab dem elften Lebensjahr Klavier; daneben lernte er Gitarre. An der University of Keele studierte er Romanistik und Philosophie, um dann in Frankreich zu leben, wo er in Amiens als gelernter Koch arbeitete und mit örtlichen Musikern spielte. 1979 zog er nach London, wo er sich als professioneller Musiker etablierte, ein eigenes Trio leitete und mit Joe Jackson spielte. Während der 1980er Jahre arbeitete er mit Art Themen, Harry Beckett, Tommy Chase, Jim Mullen, Chris Hodgkins/Max Brittain, Don Weller/Bryan Spring und Kathy Stobart. Mit seinem eigenen Trio begleitete er durchreisende Solisten wie Sonny Stitt, Bobby Watson, Teddy Edwards, Johnny Griffin und Jimmy Witherspoon. Zudem arbeitete er mit Peter Ind, mit dem er auch mit Dewey Redman, Sheila Jordan und Harold Land auftrat. Weiterhin gehört er dem Quartett von Paul Crumly an. 
Weldon war auch als Komponist tätig und schrieb die Musik für ein Stück, das auf dem Buch Puffball seiner Mutter aufbaute; zudem schuf er das Hörspiel Laura Mae and the Olivardies (1994). Er hat ferner die Novelle Idristan verfasst und Liedtexte, etwa „Lavender's Blue“ (aufgenommen von Christine Tobin und von Claire Martin) sowie „People We Once Knew“, den Titelsong des ersten Albums seiner Frau, der Sängerin Andra Sparks.
Weldon ist als Professor am Trinity College of Music und am Royal Welsh College of Music and Drama tätig.

## Diskographische Hinweise
- Lavender's Blue(mit Andrew Cleyndert, Paul Clarvis, 1994)
- Live At The Albert (mit Andrew Cleyndert, Paul Clarvis, 1999)

## Lexikalischer Eintrag
- John Chilton, Who’s Who of British Jazz. London: Continuum 2004; ISBN 978-0826472342.